# Burlington (Kansas)
Pour les articles homonymes, voir Burlington.
La ville de Burlington est le siège du comté de Coffey, dans l’État du Kansas, aux États-Unis. Selon le recensement de 2010, sa population s’élève à 2 674 habitants.

## Histoire
Fondée en 1870, la ville a été nommée en hommage à Burlington, Vermont.

## Source
- (en) Cet article est partiellement ou en totalité issu de l’article de Wikipédia en anglais intitulé « Burlington, Kansas » (voir la liste des auteurs).